# Kyssen (roman)
Kyssen är en roman skriven av Ulf Lundell, utgiven av Wahlström & Widstrand i december 1981.
I och med Kyssen tar Lundells författarskap en ny vändning, med en handling uppbyggd som en thriller. Samtidigt bär boken på Lundells karakteristiska språk och miljöskildringar, särskilt av Stockholm med omnejd. Boken har översatts till danska (1984) och norska (1985), båda under namnet Kysset.

## Handling
Boken handlar om Kenneth Carlsson, en framgångsrik småbarnspappa i filmbranschen, vars fru Isabella en dag försvinner. När hon senare kommer tillbaka efter några veckor är det mesta förändrat; Kenneth har slutat jobba och börjat vistas på Grand Hotels veranda där han träffat ungdomssekten Dom Grandiosa och i synnerhet den vackra fotomodellen Mikaela. Isabella väljer att bryta upp från Kenneth och tar barnen med sig och Kenneth ger sig ut på en lång resa där han möter några märkliga människor som alla verkar ha en anknytning till Kenneth eller Isabella. 